# Erjol Merxha
Erjol Merxha (Elbasan, 21 aprile 1979) è un allenatore di calcio ed ex calciatore albanese, di ruolo centrocampista.

## Palmarès

### Giocatore

#### Competizioni nazionali
- Campionato albanese: 1

Elbasani: 2005-2006